# 最後の晩餐 (アルバム)
「最後の晩餐」（さいごのばんさん、副題Christ, Who's gonna die first?）は、ムーンライダーズの12枚目のオリジナル・アルバム。1991年4月26日発売。

## 概要
5年間にわたる活動停止からの再開第1作であり、東芝EMI移籍第一弾のアルバム。同バンドとしては平成改元後初作品である。発売当時のキャッチ・コピーは「食め、万の民」（はめ、まんのたみ）。
活動再開にあたって、白井良明が鈴木慶一に「ギター・バンドになるならいいよ」と要望したことから、80年代のニュー・ウェイヴ、テクノ路線から一転、ギターサウンドが主体となっている。
アルバムコンセプトを決めず、各メンバーが提出した曲から逆算する形で作られた。
冒頭、XTCのアンディ・パートリッジによるメンバー紹介がある。

## 曲名リスト
1. Who’s gonna cry?
  - 作詞・作曲：岡田徹
2. Who’s gonna die first?
  - 作詞：鈴木博文／作曲：白井良明
3. 涙は悲しさだけで、出来てるんじゃない
  - 作詞：鈴木慶一／作曲：岡田徹
4. Come sta,Tokyo?
  - 作詞・作曲：白井良明
5. 犬の帰宅
  - 作詞・作曲：鈴木慶一
6. 幸せな野獣
  - 作詞・作曲：鈴木博文
7. ガラスの虹
  - 作詞：鈴木博文／作曲：白井良明
8. プラトーの日々
  - 作詞・作曲：かしぶち哲郎
9. Highland
  - 作詞：かしぶち哲郎／作曲：武川雅寛
10. はい!はい!はい!はい!
  - 作詞：鈴木博文／作曲：鈴木慶一・渚十吾
11. 10時間
  - 作詞・作曲：鈴木慶一
12. Christ,Who’s gonna die and cry?
  - 作詞・作曲：鈴木慶一
  - CD版のみに収録。

## リリース履歴
| # | 発売日        | リリース                            | 規格   | 品番       | 備考                                         |
| - | ------------- | ----------------------------------- | ------ | ---------- | -------------------------------------------- |
| 1 | 1991年4月26日 | EAST WORLD / 東芝EMI                | CD     | TOCT-6088  | 初回生産分はデジパック仕様。                 |
| 1 | 1991年4月26日 | EAST WORLD / 東芝EMI                | CT     | TOTT-6088  |                                              |
| 2 | 2006年8月23日 | EAST WORLD / 東芝EMI                | CD     | TOCT-11177 | スーパー・リマスタリング・シリーズでの再発。 |
| 3 | 2013年9月25日 | EMI RECORDS JAPAN / UNIVERSAL MUSIC | SHM-CD | TOCT-95221 |                                              |